# Физибах
Физибах (нем. Fisibach) — коммуна в Швейцарии, в кантоне Аргау.
Входит в состав округа Цурцах.  Население составляет 369 человек (на 31 декабря 2007 года). Официальный код  —  4306.

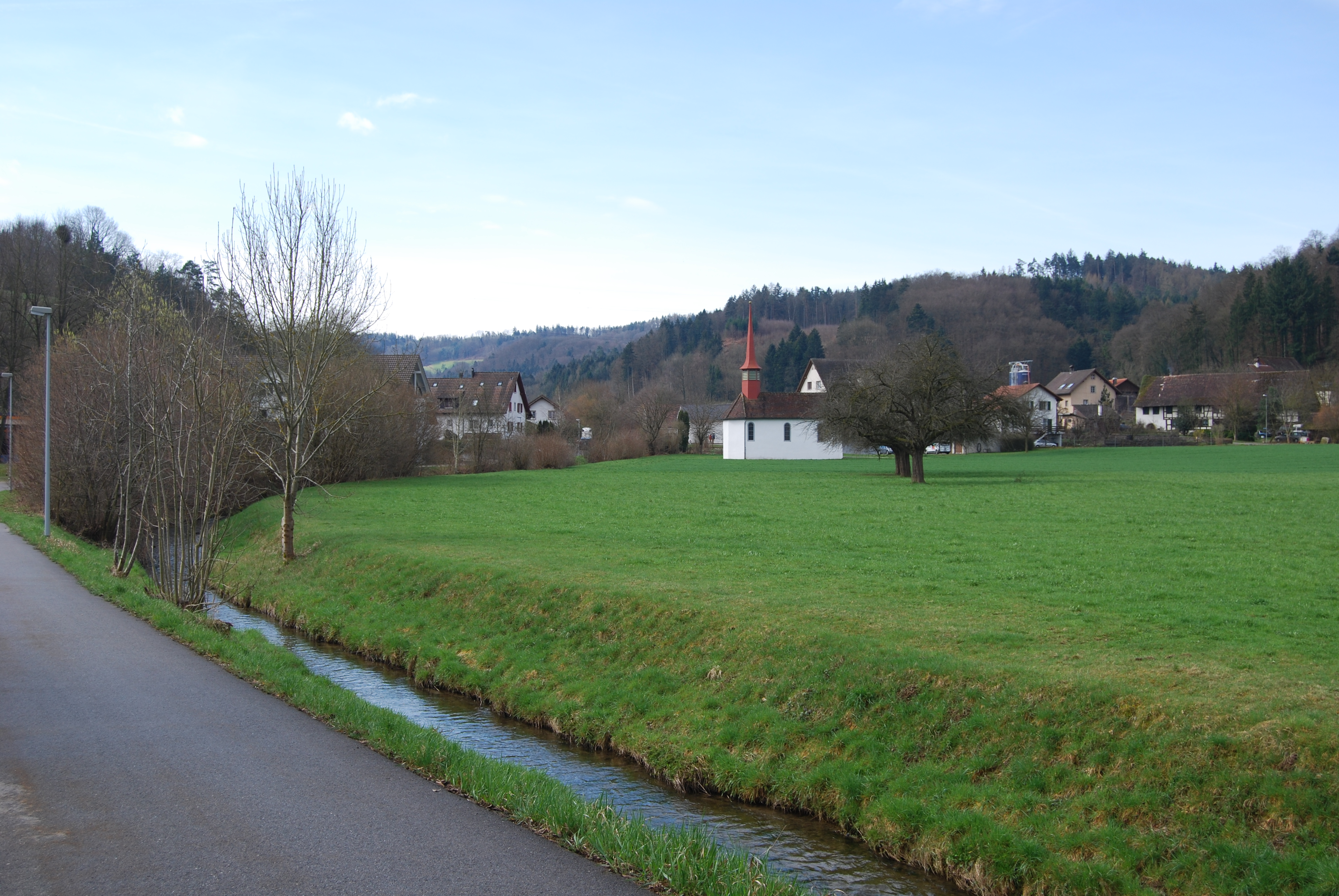
Физибах